# كبان
كبان (بالتركية: Keban) مدينة تقع في محافظة إيلازيغ شرق تركيا، وتعد من المناطق ذات الأهمية الاستراتيجية في البلاد؛ نظرًا لموقعها القريب من منابع نهر الفرات واحتضانها أحد أضخم مشاريع البنية التحتية وهو سد كبان، ثاني أكبر سد في تركيا من حيث حجم التخزين. أُسست المدينة مركزًا إداريًّا في الحقبة العثمانية، وتطورت لاحقًا لتصبح واحدة من أبرز نقاط التوليد الكهربائي المائي في الأناضول.

## الجغرافيا
تقع كبان إلى الغرب من مدينة إيلازيغ على بعد حوالي 46 كم، وتحيط بها مرتفعات ومسطحات مائية ناتجة عن خزان السد. تبلغ مساحة المدينة 623.3 كم² وترتفع عن سطح البحر حوالي 746 مترًا، مما يمنحها مناخًا قاريًا باردًا شتاءً وحارًا صيفًا.

## التاريخ
كانت كبان في العهد العثماني مركزًا للأنشطة التعدينية خاصة لاستخراج الفضة والرصاص. وقد ورد اسمها في السجلات العثمانية خلال القرن السادس عشر بلدةً ذات كثافة سكانية متعددة الأعراق.

## السكان
بلغ عدد سكان المدينة 5,906 نسمة حسب بيانات 2022، ويتوزعون بين المركز الحضري والقرى المحيطة.

## الاقتصاد
يعتمد اقتصاد كبان على قطاع الزراعة والثروة الحيوانية، إلى جانب النشاط الرئيسي وهو الطاقة الكهرومائية. ويُعد سد كبان رافدًا اقتصاديًا رئيسيًا حيث تنتج المحطة الطاقة وتوفر مياه الري لمناطق واسعة.

## سد كبان
أنشئ السد عام 1975 على نهر الفرات، ويبلغ ارتفاعه 210 أمتار، وسعته التخزينية 30.7 مليار متر مكعب، ما يجعله ثاني أكبر سد في تركيا. ساهم السد في تطوير المنطقة اقتصاديًا واجتماعيًا.

## التعليم والخدمات
تضم المدينة عددًا من المؤسسات التعليمية الأساسية، منها مدارس ابتدائية وثانوية، بالإضافة إلى مركز صحي عام.

## المواصلات
ترتبط كبان بمدينة إيلازيغ عبر شبكة طرق رئيسة، وتستخدم الجسور والعبارات المائية لعبور نهر الفرات.

## الثقافة والمجتمع
يُعرف سكان كبان بالتمسك بالعادات الشرقية التقليدية، وتقام بها بعض الفعاليات المحلية والمهرجانات الزراعية والمائية.

## السياحة
تستقطب كبان الزوار بفضل بحيرة السد والمواقع الطبيعية المحيطة بها. وتُستخدم المنطقة في أنشطة الصيد والرحلات البحرية.